# Chapelle Saint-Laurent de Silfiac
La chapelle Saint-Laurent est située  au lieu-dit Saint-Laurent, à Silfiac dans le Morbihan.

## Historique
La chapelle Saint-Laurent a été fondée par la famille Fraval.
Le pignon de la Chapelle Saint-Laurent fait l’objet d’une inscription au titre des monuments historiques depuis le 15 juin 1925.
Les extérieurs de la chapelle (maçonnerie et couverture) ont été restaurés en 2007 par Régis Ribet, architecte du patrimoine. À cette occasion, la charpente a également été restaurée, tout en conservant le maximum de bois anciens.

## Architecture
La chapelle est construite en forme de croix latine. Les pierres de taille sont entièrement en granite d'un faciès très leucocrate, souvent à granulométrie extrêmement fine, admettant parfois de petites lentilles pegmatitiques, associé très localement à des longs moellons de schistes bleu sombre.
Le transept et le chœur sont datés du XVe siècle. Le clocher porte gravée, la date de 1655. La façade sud est caractéristique en raison de la présence d'une porte à voussures multiples et d'un oculus. L'ensemble dégage une unité gothique souligné par les ornement trilobés de la verrière et le style rayonnant des fenêtres.
La présence d'une fontaine à l'entrée du croisillon nord, est exceptionnelle ; Son pignon triangulaire est surmonté d'une croix.
Cette fontaine, dédiée à saint Nodez, est réputée par son eau qui guérit les maux de pieds.

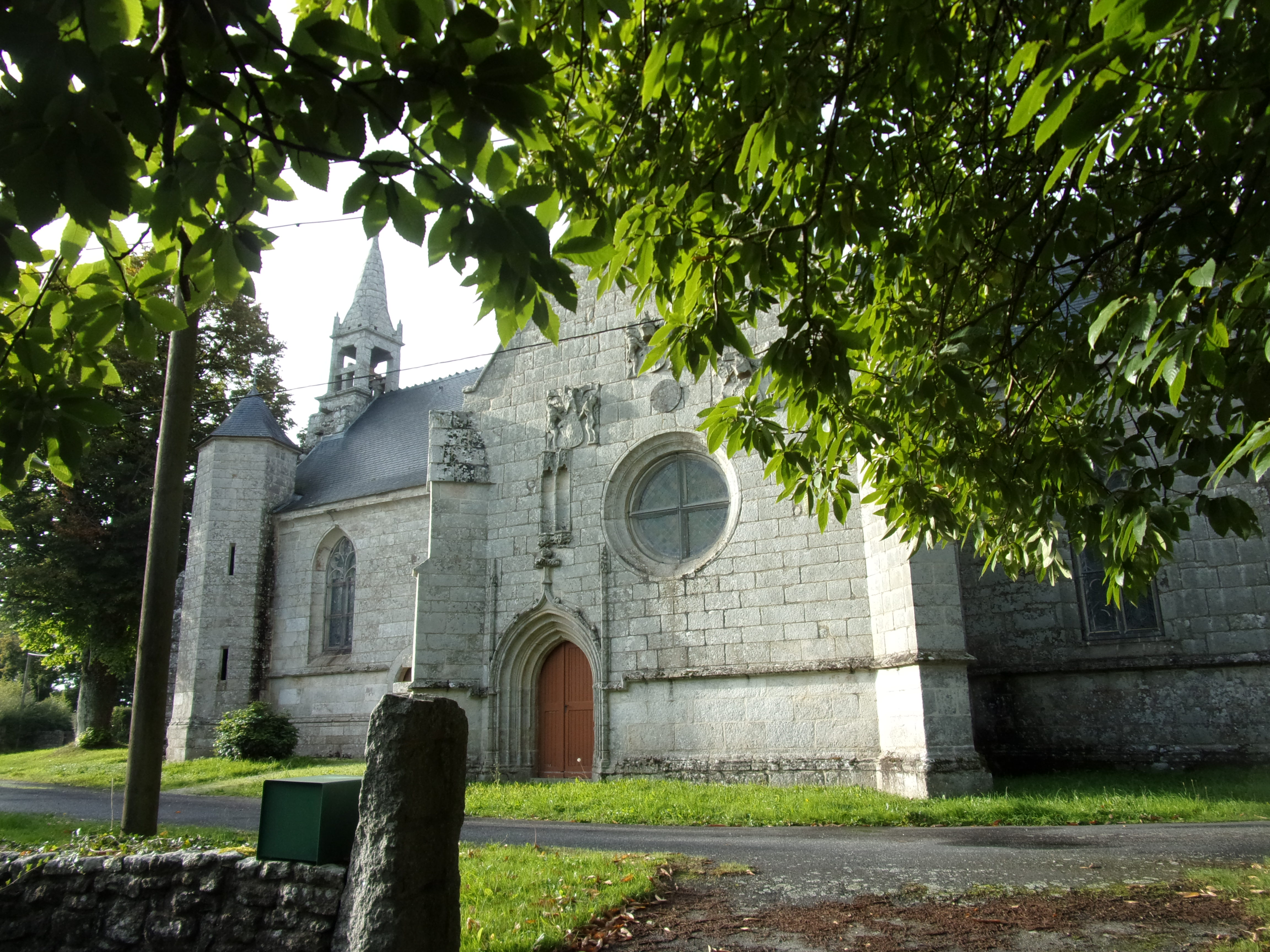
La façade sud.
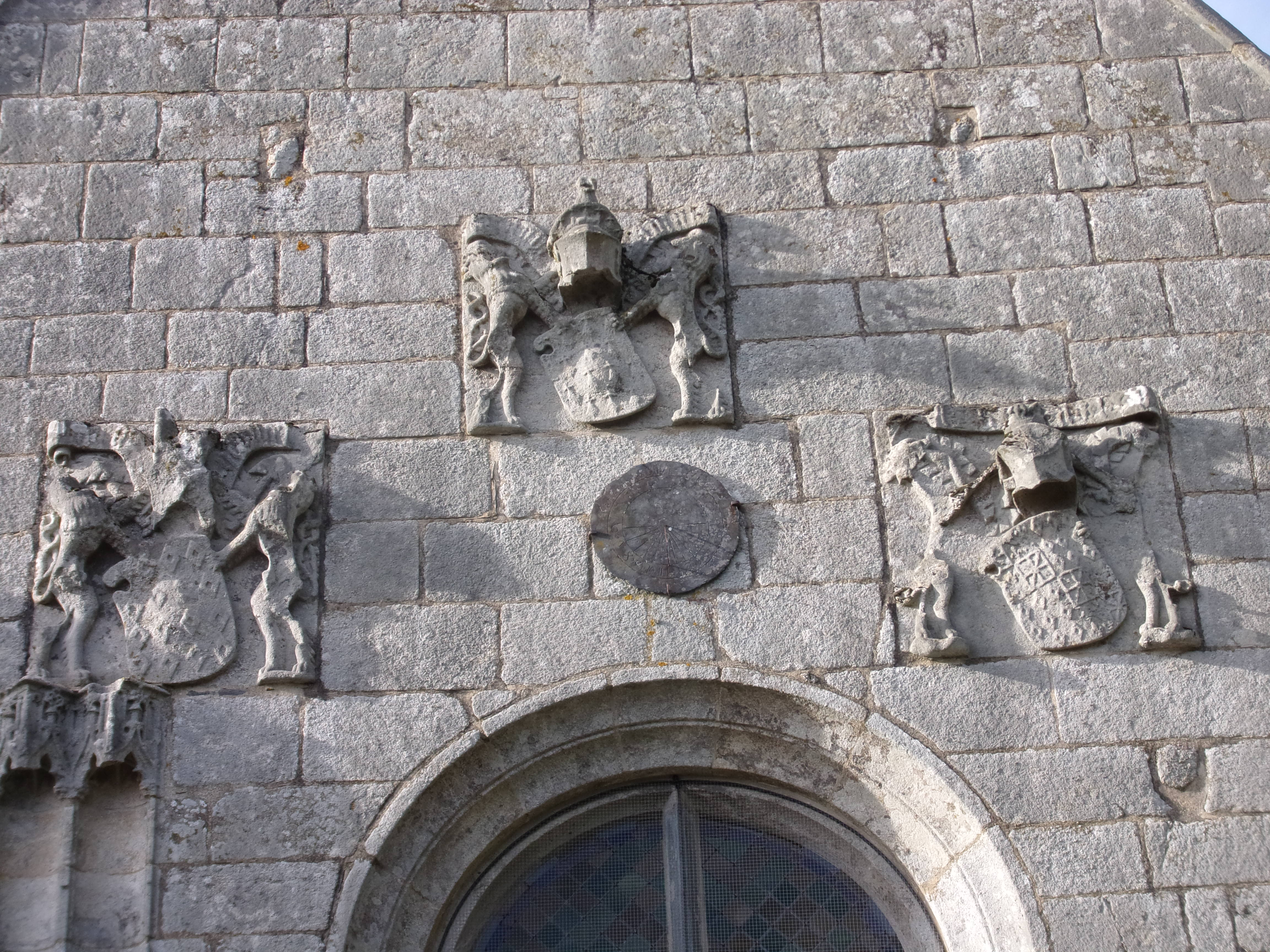
Écussons ornant la façade sud au-dessus de l'oculus (armes des familles Fraval et Rohan).
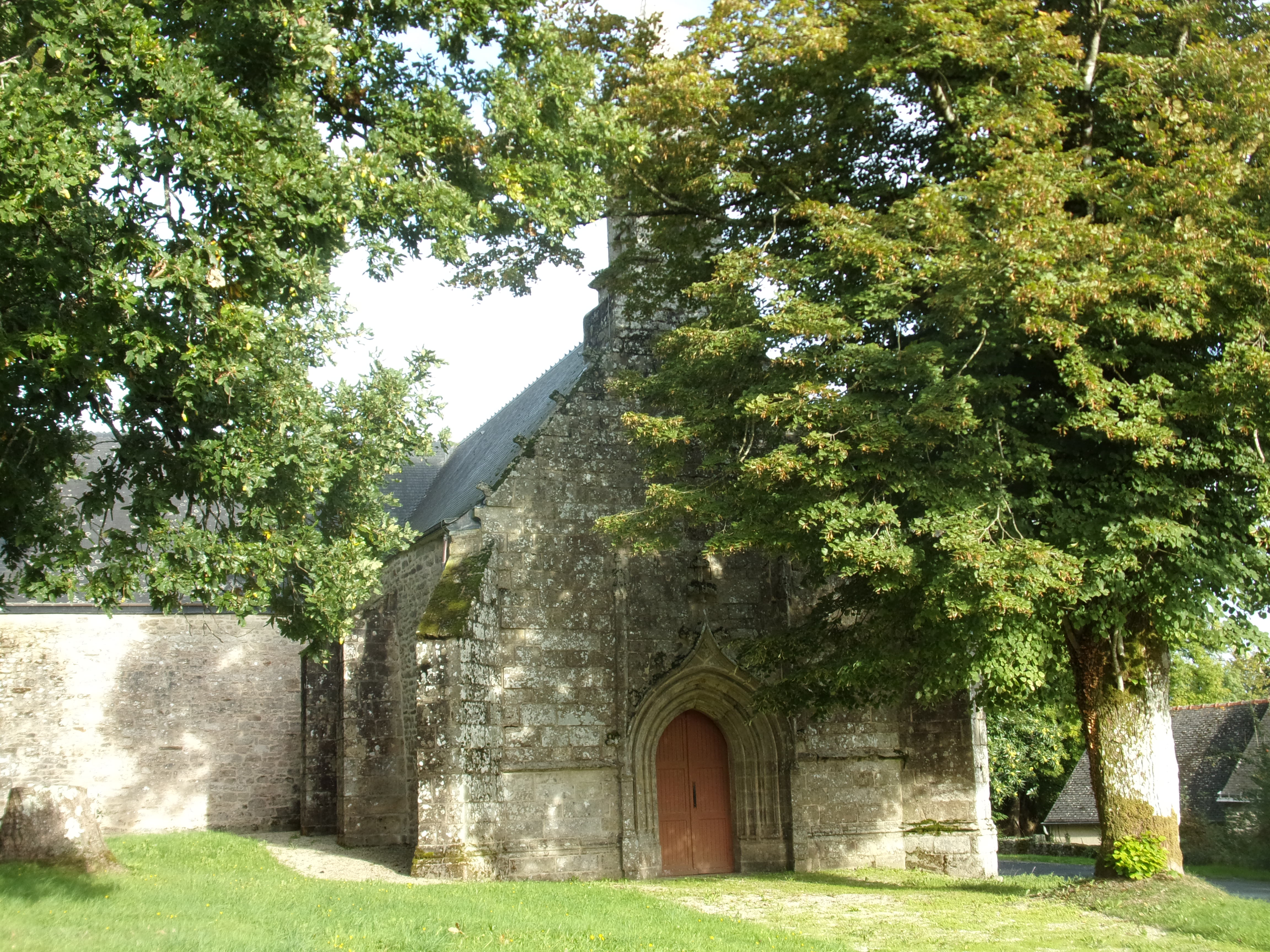
Le pignon occidental.